# Luboš Adamec (sportovní střelec)
Luboš Adamec (* 18. dubna 1959, Ústí nad Orlicí, Československo) je bývalý československý reprezentant ve sportovní střelbě, disciplíně skeet.

## Život
Dvakrát reprezentoval Československo na letních olympijských hrách. V roce 1988 na hrách v Soulu se umístil na 27. místě, o čtyři roky později na hrách v Barceloně na 11. místě.
Po skončení aktivní kariéry se dál věnuje sportovní střelbě jako trenér a organizátor závodů.